# Nuakchot
Nuakchot (en árabe: نواكشوط‎, nawakshuta; bereber: Nwakcoṭ, derivado del bereber Nawākšūṭ, «lugar de vientos») es la capital y ciudad más poblada de Mauritania. Es una de las ciudades más grandes del Sahel y también sirve como centro administrativo y económico de Mauritania.
Nuakchot era un pueblo de tamaño medio de poca importancia hasta 1958, cuando fue elegida como la capital de la naciente nación de Mauritania. Fue diseñado y construido para acomodar a 15 000 personas, pero la sequía y la creciente desertificación desde la década de 1970 han desplazado a un gran número de mauritanos que se reasentaron en Nuakchot. Esto causó un crecimiento urbano masivo y hacinamiento, y la ciudad tenía una población oficial de poco menos de un millón de habitantes en 2013. La población reasentada habitaba en barrios marginales en malas condiciones, pero las condiciones de vida de una parte de estos habitantes han mejorado desde entonces.
La ciudad es el centro de la economía de Mauritania y alberga un puerto de aguas profundas y el Aeropuerto Internacional Nuakchot-Umtunsy, uno de los dos aeropuertos internacionales del país. Alberga la Universidad de Nuakchot y varios otros institutos más especializados de educación superior.

## Toponimia
El nombre de esta ciudad, Nouakchott (transcripción francesa), significa según E. Gomicia, conocedor del árabe y viajero del lugar: «salina de las conchas». Nuak = conchas, chott = típico lago salado del Sáhara que se llena esporádicamente de agua, como se comprueba por la naturaleza del lugar; un chott repleto de conchas marinas, aunque hay otras traducciones de las que destacan:
- «Lugar donde aparece el agua cuando se cava un pozo» (no puede ser por el prefijo y la ausencia de la palabra ma' = agua, ni pozo (bir, `ain, `ayoun, in, palabras para pozo).
- «Terreno donde abundan las conchas» (improbable, la palabra carece del prefijo ma-, mi-, mu-, prefijos de lugar sitio).
- «El lugar de pastos salados» (improbable, es un contrasentido, porque en los lugares salados no hay pastos).
- «Lugar de los vientos» (poco probable ya que rig es viento y makan lugar, todas las palabras que expresan lugar-sitio están precedidas de ma [Madina, etc]).

## Historia

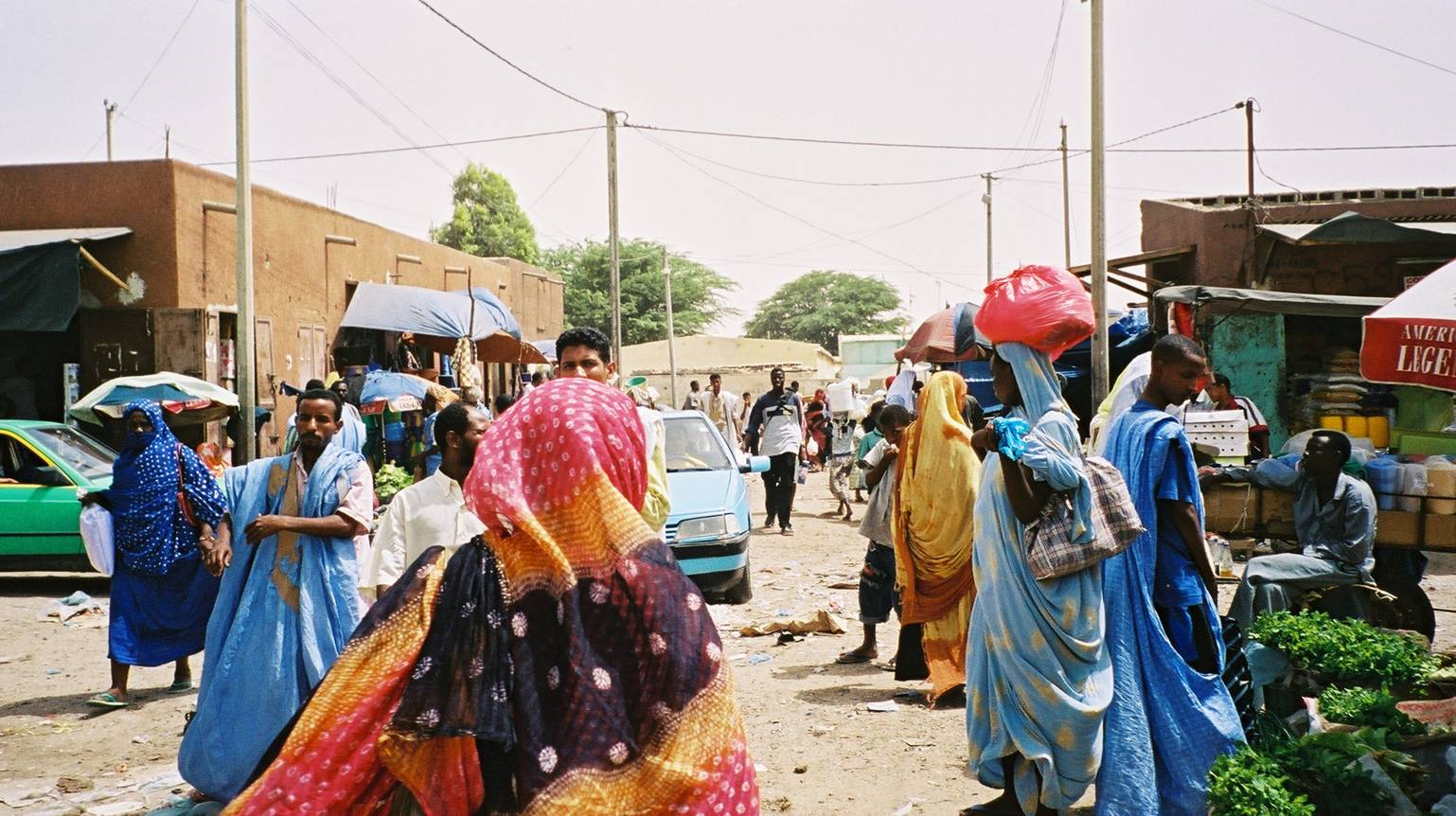
El mercado de Nuackhott (junto al mercado cubierto).

Nuakchot era un pequeño pueblo pesquero fortificado (ksar) en la época precolonial y bajo el dominio francés. Mientras Mauritania se preparaba para la independencia, carecía de una ciudad capital y el área de Nouakchot actual fue elegida por Moktar Ould Daddah y sus asesores. Ould Daddah deseaba que la nueva capital fuera un símbolo de la modernidad y la unidad nacional que descartaba las ciudades o pueblos existentes en el interior. El pueblo fue seleccionado como la ciudad capital por su ubicación central entre Saint-Louis, Senegal, la ciudad desde la cual se gobernó la colonia de Mauritania, y Nouadhibou. Su ubicación también significaba que evitaba la delicada cuestión de si la capital se había construido en un área dominada por los árabes descendientes de árabes o los africanos negros.: 369 
La construcción comenzó en marzo de 1958 para ampliar el pueblo para albergar a una población de 15 000 habitantes y los elementos básicos se completaron cuando los franceses otorgaron la independencia el 28 de noviembre de 1960. Nouakchot fue planeado con la expectativa de que el comercio y otras actividades económicas no se llevaran a cabo en la ciudad. El distrito central de negocios de Nouakchot fue planeado con calles anchas y una estructura cuadriculada; el nuevo Cinquième Quartier (Quinto Distrito) se ubicó cerca de esta área y se convirtió en la ubicación de un gran mercado al aire libre y una zona residencial en pocos años. Durante la década de 1960, la ciudad obtuvo su propio gobierno local. En la década de 1970, estas nuevas áreas habían crecido tanto que reemplazaron al antiguo ksar en términos de importancia, ya que también albergaban los edificios gubernamentales y las empresas estatales.: 369 
La ciudad fue atacada dos veces en 1976 por el Frente Polisario durante la guerra del Sahara Occidental, pero la guerrilla causó pocos daños, no así como en el caso de Zuérate, atacada en 1977. La ciudad ha tenido un crecimiento masivo y sin restricciones, impulsado por la sequía del norte de África, desde principios de la década de 1970; cientos de miles se mudaron allí en busca de una vida mejor. Los censos oficiales mostraron 134 000 residentes en 1977 y 393 325 en 1988, aunque ambas cifras fueron probablemente más pequeñas que la realidad.: 370  Ahora se estima que la población consiste en al menos un tercio de la población del país de 3,2 millones y el censo de 2013 mostró una población de 958 399 habitantes.

## Geografía

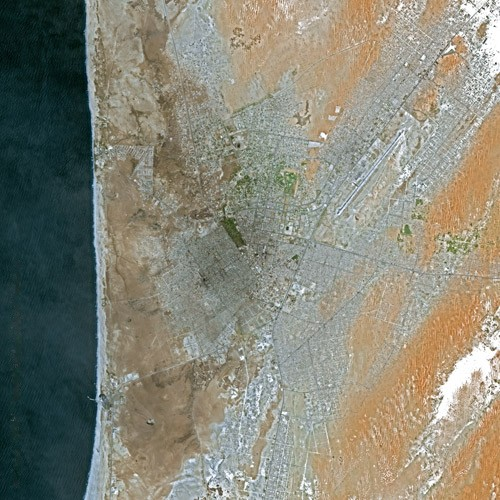
Nuakchot visto desde el satélite SPOT.

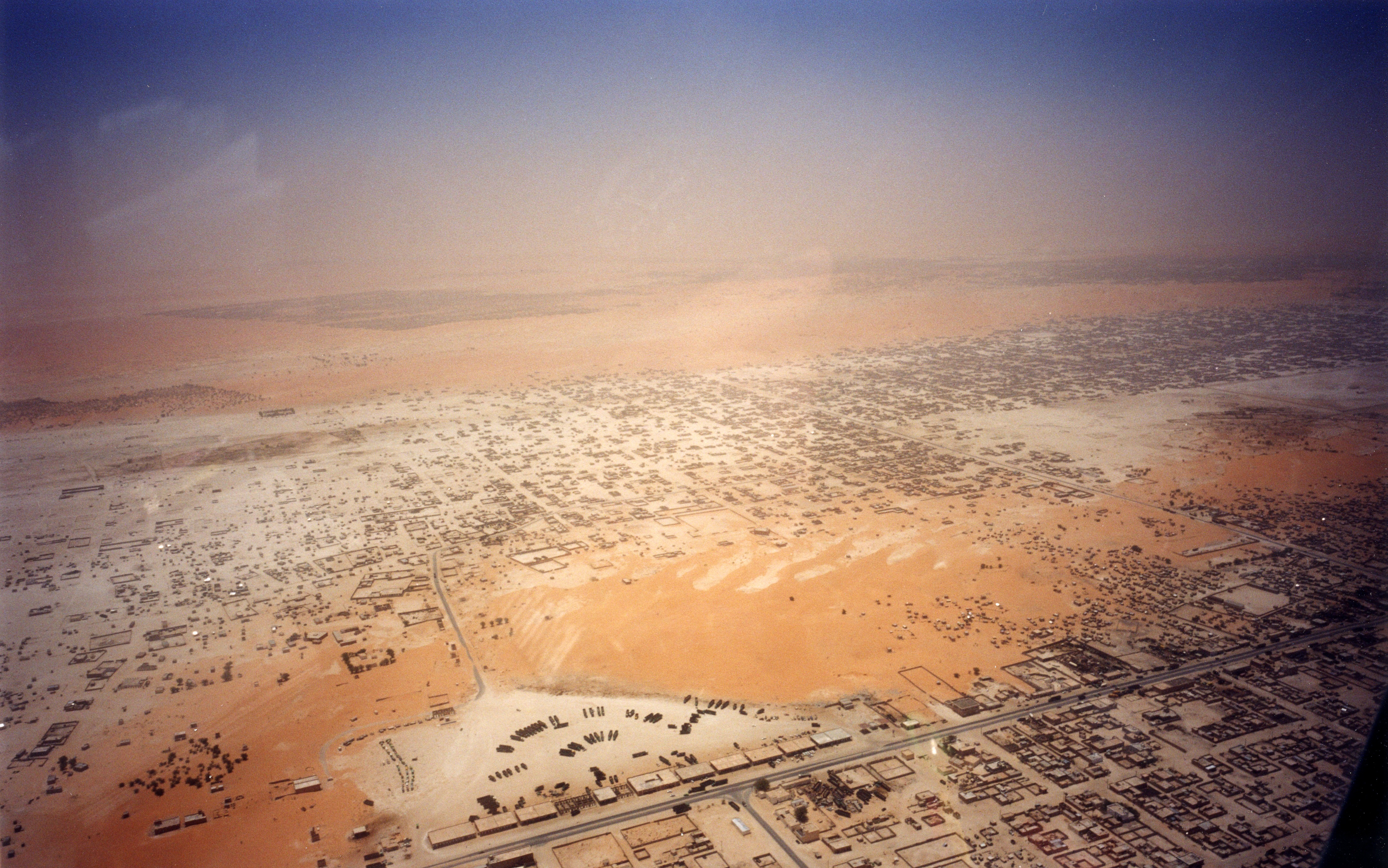
Vista aérea de Nuakchot y sus alrededores.

Ubicado en la costa atlántica del desierto del Sahara, se encuentra en la costa oeste de África. Con la excepción del Puerto de la Amistad y un pequeño puerto pesquero, la franja costera se deja en su mayoría vacía y se deja que se inunde. La costa incluye bancos de arena cambiantes y playas de arena. Hay áreas de arenas movedizas cerca del puerto. Nuakchot es en gran parte plano y solo unos pocos metros sobre el nivel del mar. Está amenazado por las dunas de arena que avanzan desde su lado este, lo que plantea un problema diario. Se han realizado esfuerzos para salvar áreas particulares, incluido el trabajo de Jean Meunier.: 168  Debido a la rápida acumulación, la ciudad está bastante extendida, con pocos edificios altos. La mayoría de los edificios son de un piso.
Nuakchot está construido alrededor de una gran calle arbolada, la Avenue Gamal Abdel Nasser, que se extiende hacia el noreste a través del centro de la ciudad desde el aeropuerto. Divide la ciudad en dos, con las áreas residenciales en el norte y el barrio de la medina, junto con el kebbe, un barrio de chabolas formado por el desplazamiento de personas de otras áreas por el desierto.: 50–57  Otras calles importantes llevan el nombre (en francés) de figuras notables de Mauritania o internacionales de la década de 1960: Avenue Abdel Nasser, Avenue Charles de Gaulle, Avenue Kennedy y Avenue Lumumba, por ejemplo.
El kebbe consiste en edificios de cemento que se construyen durante la noche y se hacen parecer permanentes para evitar la destrucción por las autoridades. En 1999, se estimó que más de la mitad de los habitantes de la ciudad vivían en tiendas de campaña y chozas, que se usaban con fines residenciales y comerciales. La ciudad está dividida en nueve arrondissements o distritos, subdivididos en Îlots alfabéticos. Estos son Teyarett, Ksar, Tevragh Zeïna, Toujournine, Sebkha, El Mina, Dar Naïm, Arafat y Riad. El distrito de Sebkha (Cinquième) alberga una gran zona comercial.: 116−17 

### Clima
Nuakchot cuenta con un clima desértico (Köppen: BWh) con altas temperaturas durante todo el año, pero con suaves temperaturas las noches de invierno. Nuakchot posee un rango de temperaturas relativamente suaves en comparación con otras ciudades de este clima debido a la proximidad del mar. Mientras que las temperaturas altas medias son relativamente constantes en torno a los 33 °C, las más bajas temperaturas promedio pueden variar desde 25 °C durante los meses de verano a los 13 °C durante los meses de invierno. Las temperaturas mínimas pueden ser tan bajas como 10 °C. La precipitación media en la ciudad es de 94 mm por año.
| Parámetros climáticos promedio de Nuakchot (1981–2010, extremes 1934–2012) | Parámetros climáticos promedio de Nuakchot (1981–2010, extremes 1934–2012) | Parámetros climáticos promedio de Nuakchot (1981–2010, extremes 1934–2012) | Parámetros climáticos promedio de Nuakchot (1981–2010, extremes 1934–2012) | Parámetros climáticos promedio de Nuakchot (1981–2010, extremes 1934–2012) | Parámetros climáticos promedio de Nuakchot (1981–2010, extremes 1934–2012) | Parámetros climáticos promedio de Nuakchot (1981–2010, extremes 1934–2012) | Parámetros climáticos promedio de Nuakchot (1981–2010, extremes 1934–2012) | Parámetros climáticos promedio de Nuakchot (1981–2010, extremes 1934–2012) | Parámetros climáticos promedio de Nuakchot (1981–2010, extremes 1934–2012) | Parámetros climáticos promedio de Nuakchot (1981–2010, extremes 1934–2012) | Parámetros climáticos promedio de Nuakchot (1981–2010, extremes 1934–2012) | Parámetros climáticos promedio de Nuakchot (1981–2010, extremes 1934–2012) | Parámetros climáticos promedio de Nuakchot (1981–2010, extremes 1934–2012) |
| Mes                                                                        | Ene.                                                                       | Feb.                                                                       | Mar.                                                                       | Abr.                                                                       | May.                                                                       | Jun.                                                                       | Jul.                                                                       | Ago.                                                                       | Sep.                                                                       | Oct.                                                                       | Nov.                                                                       | Dic.                                                                       | Anual                                                                      |
| -------------------------------------------------------------------------- | -------------------------------------------------------------------------- | -------------------------------------------------------------------------- | -------------------------------------------------------------------------- | -------------------------------------------------------------------------- | -------------------------------------------------------------------------- | -------------------------------------------------------------------------- | -------------------------------------------------------------------------- | -------------------------------------------------------------------------- | -------------------------------------------------------------------------- | -------------------------------------------------------------------------- | -------------------------------------------------------------------------- | -------------------------------------------------------------------------- | -------------------------------------------------------------------------- |
| Temp. máx. abs. (°C)                                                       | 39.9                                                                       | 41.7                                                                       | 44.0                                                                       | 47.5                                                                       | 47.0                                                                       | 47.2                                                                       | 47.5                                                                       | 45.1                                                                       | 45.5                                                                       | 44.5                                                                       | 42.3                                                                       | 39.6                                                                       | 47.5                                                                       |
| Temp. máx. media (°C)                                                      | 29.1                                                                       | 30.8                                                                       | 33.5                                                                       | 34.8                                                                       | 34.3                                                                       | 34.7                                                                       | 32.4                                                                       | 33.0                                                                       | 36.1                                                                       | 36.7                                                                       | 34.0                                                                       | 31.0                                                                       | 33.4                                                                       |
| Temp. media (°C)                                                           | 21.5                                                                       | 23.0                                                                       | 24.2                                                                       | 24.3                                                                       | 25.8                                                                       | 26.7                                                                       | 27.3                                                                       | 28.4                                                                       | 29.6                                                                       | 28.8                                                                       | 25.8                                                                       | 22.8                                                                       | 25.7                                                                       |
| Temp. mín. media (°C)                                                      | 14.5                                                                       | 16.4                                                                       | 18.2                                                                       | 19.1                                                                       | 20.7                                                                       | 22.8                                                                       | 24.3                                                                       | 25.4                                                                       | 25.8                                                                       | 23.8                                                                       | 19.7                                                                       | 16.9                                                                       | 20.6                                                                       |
| Temp. mín. abs. (°C)                                                       | 3.9                                                                        | 7.0                                                                        | 5.0                                                                        | 10.0                                                                       | 13.0                                                                       | 15.7                                                                       | 15.0                                                                       | 16.1                                                                       | 17.0                                                                       | 13.0                                                                       | 9.3                                                                        | 5.0                                                                        | 3.9                                                                        |
| Precipitación total (mm)                                                   | 0.7                                                                        | 1.5                                                                        | 0.2                                                                        | 0.1                                                                        | 0.3                                                                        | 1.9                                                                        | 6.3                                                                        | 36.8                                                                       | 36.3                                                                       | 6.3                                                                        | 2.0                                                                        | 2.8                                                                        | 95.2                                                                       |
| Días de precipitaciones (≥ 1.0 mm)                                         | 0.2                                                                        | 0.3                                                                        | 0.0                                                                        | 0.0                                                                        | 0.0                                                                        | 0.3                                                                        | 0.8                                                                        | 2.6                                                                        | 3.0                                                                        | 0.7                                                                        | 0.2                                                                        | 0.3                                                                        | 8.3                                                                        |
| Horas de sol                                                               | 232.5                                                                      | 220.4                                                                      | 260.4                                                                      | 270.0                                                                      | 282.1                                                                      | 240.0                                                                      | 238.7                                                                      | 254.2                                                                      | 228.0                                                                      | 260.4                                                                      | 243.0                                                                      | 217.0                                                                      | 2946.7                                                                     |
| Humedad relativa (%)                                                       | 36                                                                         | 39                                                                         | 43                                                                         | 49                                                                         | 54                                                                         | 60                                                                         | 70                                                                         | 72                                                                         | 69                                                                         | 55                                                                         | 44                                                                         | 35                                                                         | 52                                                                         |
| Fuente: Deutscher Wetterdienst                                             |                                                                            |                                                                            |                                                                            |                                                                            |                                                                            |                                                                            |                                                                            |                                                                            |                                                                            |                                                                            |                                                                            |                                                                            |                                                                            |

## Gobierno

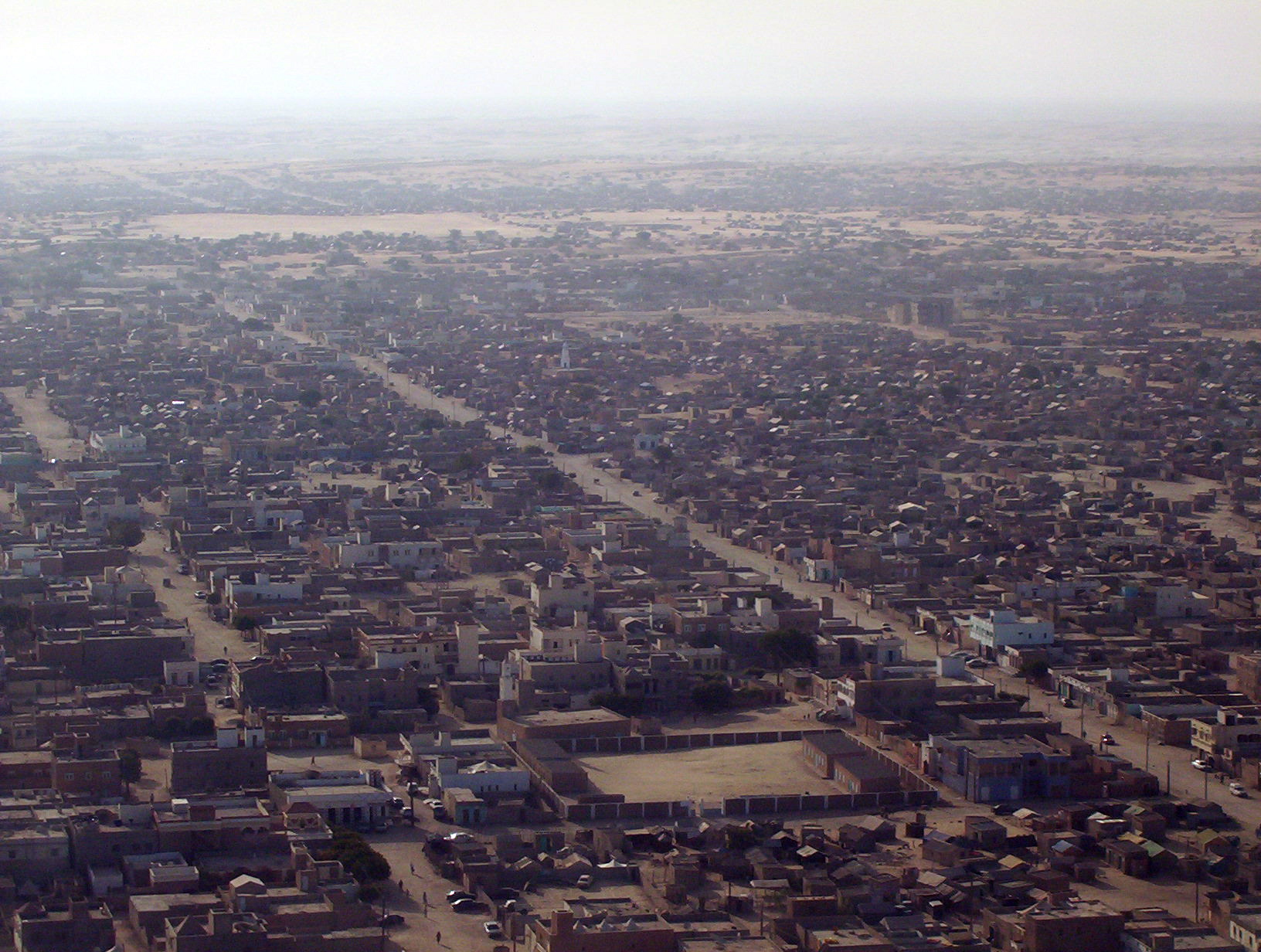
Vista general de la ciudad.

Nuakchot se divide en tres regiones (wilayat), cada una de las cuales contiene tres departamentos (moughataa):
- Nouakchott-Nord (Nouakchot Norte): Dar-Naim, Teyarett, Toujouonine
- Nouakchott-Ouest (Nouakchot Oeste): Ksar, Sebkha, Tevragh-Zeina
- Nouakchott-Sud (Nuakchot Sur): Arafat, El Mina, Riyad

La ciudad se dividió inicialmente en cuatro departamentos en 1973. En 1986 se crearon los nueve departamentos actuales.
Antiguamente un distrito, en 1990 Nuakchot se convirtió en una región de Mauritania. El 25 de noviembre de 2014, se dividió en las tres regiones actuales y su gobernador Mahi Ould Hamed se convirtió en el primer gobernador de Nuakchot-Nord.

## Demografía

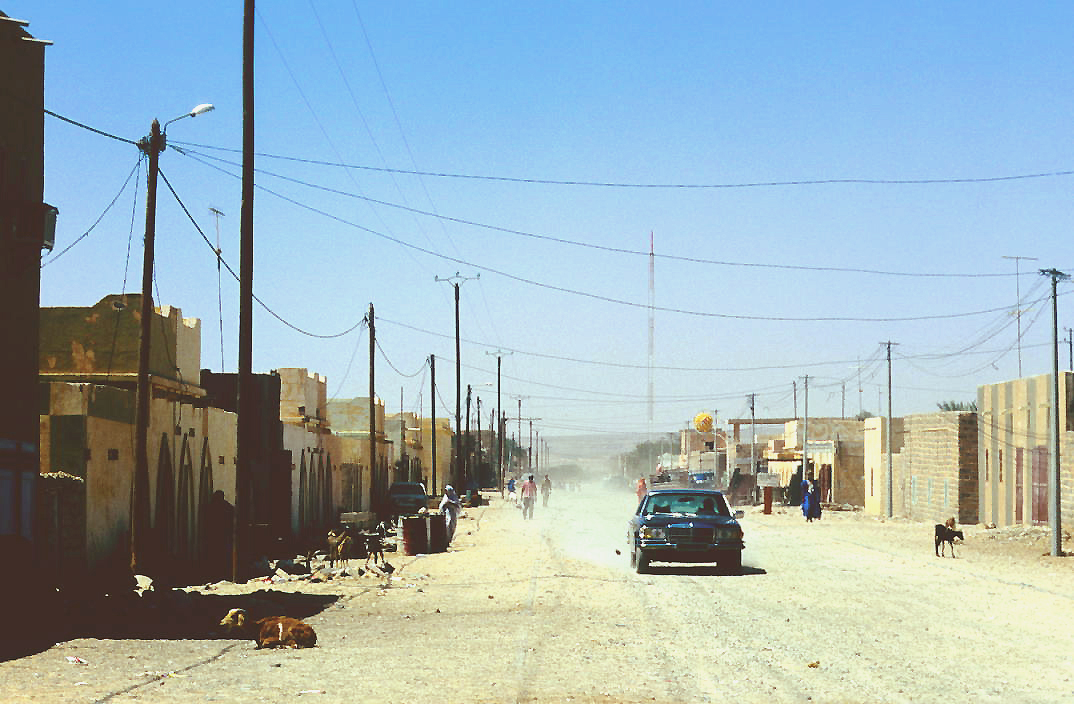
Calle de la ciudad a finales de la década de 1990

La población de Nuakchot era de solo 20 000 habitantes en 1969. Parte de la dificultad para estimar la población de la ciudad es que parte de ella es nómada, armando tiendas de campaña en lugares adecuados y luego empacando cuando surge la necesidad. Algunas estimaciones sitúan a la población de 2008 en más de dos millones, que se estima son cerca de un tercio de la población del país. El censo de 2013 dio la población de la ciudad como 958 399 habitantes.

### Reasentamiento de barrios marginales
En 2009, el gobierno de Mauritania anunció que comenzaría un proceso de limpieza de los barrios marginales en las afueras de Nuakchot. 24 000 familias serían reubicadas en viviendas planificadas en la ciudad. El proceso estaba programado para comenzar con la reubicación de 9 000 familias de las afueras al barrio pobre del departamento de Arafat de "Kosovo", conocido popularmente por su alta tasa de criminalidad y servicios deficientes. El gobierno planeó comenzar a trasladar familias en junio de 2009 a pesar de las preocupaciones de las agencias de ayuda que no necesitaban infraestructura en el vecindario receptor. En 2013, se informó que "los barrios marginales han sido reemplazados por viviendas sociales para los más pobres", y el Banco Mundial informó que el plan tuvo un éxito sustancial, lo que resultó en el acceso a servicios mejorados para 181 035 personas en las áreas marginales.

## Economía
Nuakchot es el centro de la economía mauritana, con tres cuartas partes de las empresas del sector servicios ubicadas en la ciudad en 1999, con el 90% de la actividad económica de la ciudad que consiste en transacciones informales. Algunos habitantes tienen múltiples direcciones y mantienen fuertes lazos con sus regiones de origen, a veces regresando para trabajar.

## Transporte

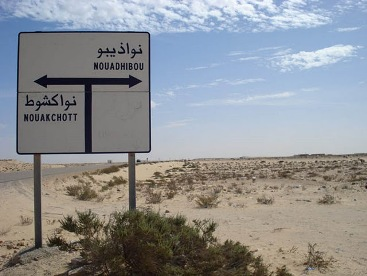
Cruce de la carretera pavimentada de Nuakchot a Nouadhibou.

Nuakchot tiene un puerto de aguas profundas construido por los chinos que se abrió en 1986. Fue diseñado para una capacidad de 500 000 toneladas de peso muerto (DWT) de carga por año, pero ha estado manejando 1500 millones de toneladas (DWT) en 2009. China acordó en 2009 invertir $282 millones en el puerto, con el objetivo de extender el muelle principal en más de 900 m. En 2011, el Banco Mundial estaba investigando la financiación de una nueva instalación de contenedores de envío en el puerto.
El servicio aéreo es provisto por el Aeropuerto Internacional de Nuakchot-Oumtounsy, que reemplazó al anterior Aeropuerto Internacional de Nuakchot en junio de 2016.
El tramo de la carretera Cairo-Dakar desde Nuakchot a Nouadhibou fue pavimentado en 2004, aunque el tramo Nuakchot-Rosso fue pavimentado antes de la independencia. Una carretera de 1100 km (Route d'Espoir o «Camino de la Esperanza») conecta la ciudad con Néma a través de Boutilimit y Kiffa.: 235  En la ciudad, hay un sistema de transporte público y cercanías, con vehículos que sirven a los principales bulevares.

## Educación
En la ciudad se encuentra la Universidad de Nuakchot Al Aasriya, que es la única universidad en Mauritania y se inauguró en 1981. En 1995 tenía 70 profesores y 2800 estudiantes. Otras instalaciones de educación superior incluyen la Escuela Nacional de Administración y el Instituto Científico Superior.: 105 
Hay muchas escuelas primarias y secundarias, entre las más destacadas se encuentran la American International School de Nuakchot y el Lycée Français Théodore Monod.

## Cultura
Las atracciones principales de Nuakchot son el Museo Nacional de Mauritania, la Biblioteca Nacional y los Archivos Nacionales. La ciudad alberga varios mercados, incluido el Nuakchot Silver Market y las playas. Una playa está dedicada a los barcos de pesca donde se puede comprar pescado fresco. Nuakchot es el principal lugar de venta de meteoritos nativos del Sáhara.

## Religión

### Mezquitas
Hay dos mezquitas principales en Nuakchot (una la «marroquí» y otra la «saudí»), inaccesibles para los no musulmanes, aunque pidiendo permiso al imán de las mismas se puede obtener acceso.

### Obispado
- Diócesis de Nuakchot
- Catedral de San José

## Ciudades hermanadas
- Madrid (España)
- Lanzhou (China)
- Amán (Jordania)
- Naucalpan (México)
- Cúcuta (Colombia)
- Tultepec (México)